# 1980 في الأوروغواي
فيما يلي قوائم الأحداث التي وقعت خلال عام 1980 في الأوروغواي.

## رياضة
- 1 يناير – كأس العالم المصغرة للمنتخبات الفائز منتخب الأوروغواي لكرة القدم.

## مواليد

### يناير
- 31 يناير – ليوناردو مارتين ميليونيكو لاعب كرة قدم أوروغواياني.

### مارس
- 8 مارس – فابيان كانوبيو لاعب كرة قدم أوروغواياني.
- 9 مارس – داميان ماكالوسو لاعب كرة قدم أوروغواياني.
- 17 مارس – ألفارو ريكوبا لاعب كرة قدم أوروغواياني.
- 28 سبتمبر – مارسيلو ريفيسكويني لاعب كرة قدم أوروغواياني.
- 29 مارس – برونو سيلفا لاعب كرة قدم أوروغواياني.

### أبريل
- 10 أبريل – أندي رام لاعب كرة مضرب إسرائيلي.

### مايو
- 10 مايو – كارلوس بوينو لاعب كرة قدم أوروغواياني.
- 17 مايو – جو بيزيرا لاعب كرة قدم أوروغواياني.
- 18 مايو – دييغو بيريز لاعب كرة قدم أوروغواياني.

### يونيو
- 2 يونيو – ماريانو بولياسينو لاعب كرة قدم أوروغواياني.
- 6 يونيو – باولو سواريز لاعب كرة قدم أوروغواياني.
- 27 يونيو – لياندرو غارسيا موراليس لاعب كرة سلة أوروغواياني.

### يوليو
- 3 يوليو – أليخاندرو أكوستا لاعب كرة قدم أوروغواياني.

### أغسطس
- 2 أغسطس – ماتياس ماير لاعب كرة قدم أوروغواياني.
- 12 أغسطس – خافيير شيفانتون لاعب كرة قدم أوروغواياني.

### سبتمبر
- 28 سبتمبر – مارسيلو ريفيسكويني لاعب كرة قدم أوروغواياني.

### نوفمبر
- 2 نوفمبر – دييغو لوغانو لاعب كرة قدم أوروغواياني.
- 4 نوفمبر – سباستيان فاسكيز لاعب كرة قدم أوروغواياني.

### ديسمبر
- 9 ديسمبر – سانتياغو سيلفا لاعب كرة قدم أوروغواياني.

## وفيات

### يونيو
- 9 يونيو – ميغيل كابوتشيني (مواليد 1904) لاعب كرة قدم أوروغواياني.